# Wir sind das Volk
„Wir sind das Volk“ ist eine politische Parole, die anfänglich während der Montagsdemonstrationen 1989/1990 in der DDR als Sprechchor gerufen wurde, um gegen die DDR-Regierung zu protestieren. Manchmal wurde sie in den Jahren der Wende durch die Parole „Wir sind ein Volk“ ersetzt. Ab 2014, also mehr als drei Jahrzehnte später, ist der wortgleiche, aber ganz anders gemeinte Ausruf in Kreisen rund um die völkische, rassistische, islamfeindliche, antidemokratische, rechtspopulistische PEGIDA-Bewegung und bei Demonstrationen und Aktionen gegen Asylbewerber sowie Moscheen in Deutschland verwendet worden.

## Geschichte

### Vor 1989
Die Parole „Wir sind das Volk“ kam in Deutschland mehrfach anlässlich politischer Umbruchsituationen auf, erlangte aber auch im Ausland Bekanntheit.
In der deutschsprachigen Literatur wird der Satz von Georg Büchner in seinem Revolutionsdrama Dantons Tod (Erscheinungsjahr 1835) verwendet, wo er ihn einen Bürger ausrufen lässt, nachdem Robespierre feststellt, dass der Wille des Volkes das Gesetz sei:
„Erster Bürger.
Wir sind das Volk und wir wollen, daß kein Gesetz sei, ergo ist
dieser Wille das Gesetz, ergo im Namen des Gesetzes gibts kein Gesetz
mehr, ergo totgeschlagen!“

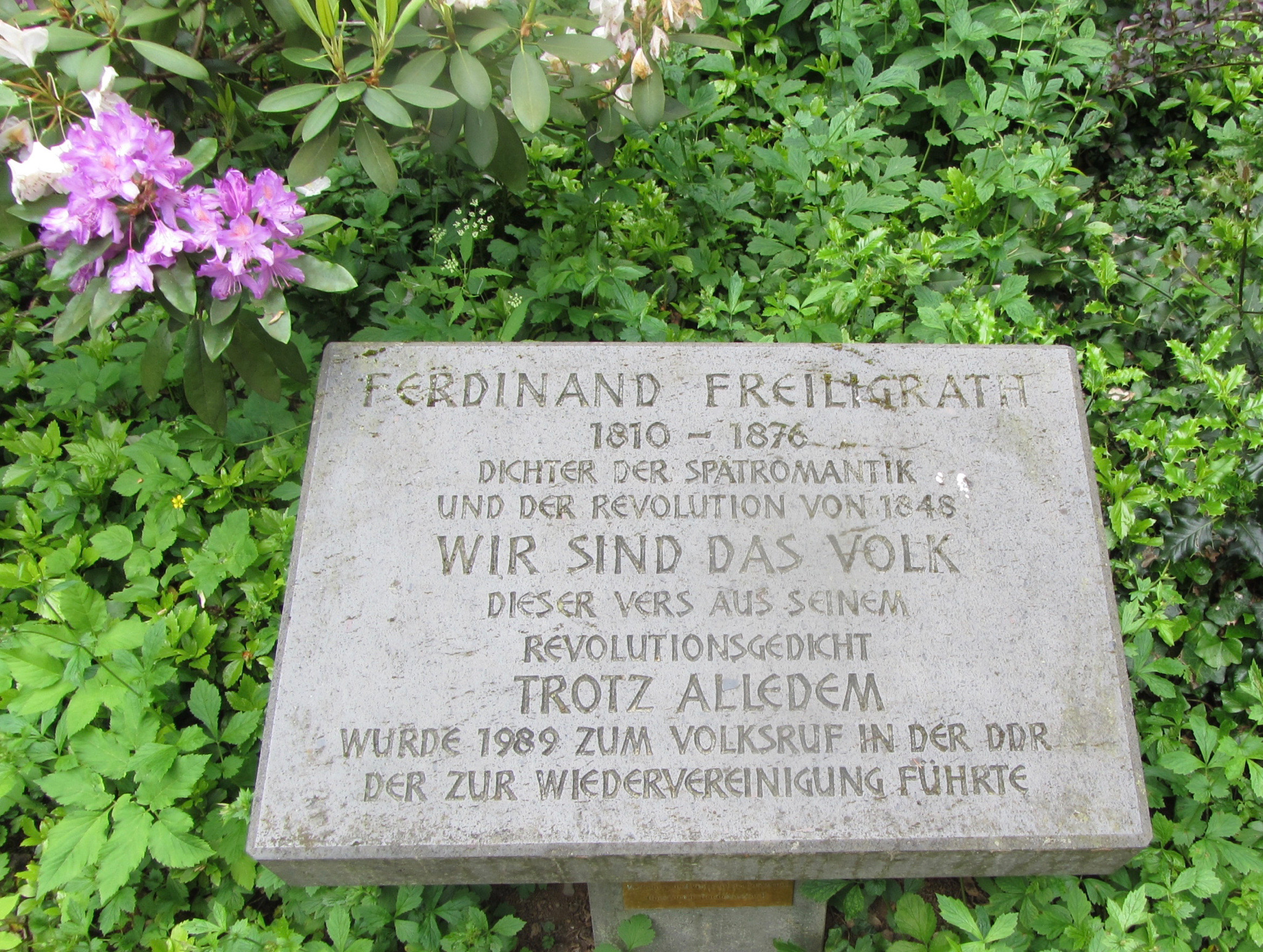
Gedenktafel für Ferdinand Freiligrath in Rolandswerth

Dann 1848 während der Zeit der Märzrevolution prägte Ferdinand Freiligrath die Phrase in seinem Gedicht Trotz alledem, in dem es in der siebenten und letzten Strophe heißt:
„Wir sind das Volk, die Menschheit wir,
Sind ewig drum, trotz alledem!“
In der Zeit des Nationalsozialismus behandelte der Philosoph Martin Heidegger den Satz 1934 in einer Vorlesung über Logik. Heidegger war kurz zuvor nach knapp einem Jahr aus Uneinigkeit über die Hochschulpolitik vom Amt des Direktors der Freiburger Universität zurückgetreten, das er zum Beginn des nationalsozialistischen Regimes übernommen hatte. Er sagte unter anderem:
„Im Augenblick dieses Begreifens ist unsere Entscheidung gefallen: Wir sind das Volk.“
Eine gewisse Rolle spielt der Spruch auch in dem Film Taxi Driver (1976) von Martin Scorsese mit Robert De Niro in der Titelrolle. Auf seinen einsamen Fahrten durch New York entdeckt dieser plötzlich eine Lichtgestalt, die junge Betsy, gespielt von Cybill Shepherd, die in einem Wahlkampfbüro arbeitet. Hier wirbt der Präsidentschaftskandidat der USA mit dem Slogan:
„We are the people.“

### Montagsdemonstrationen 1989/1990 in der DDR

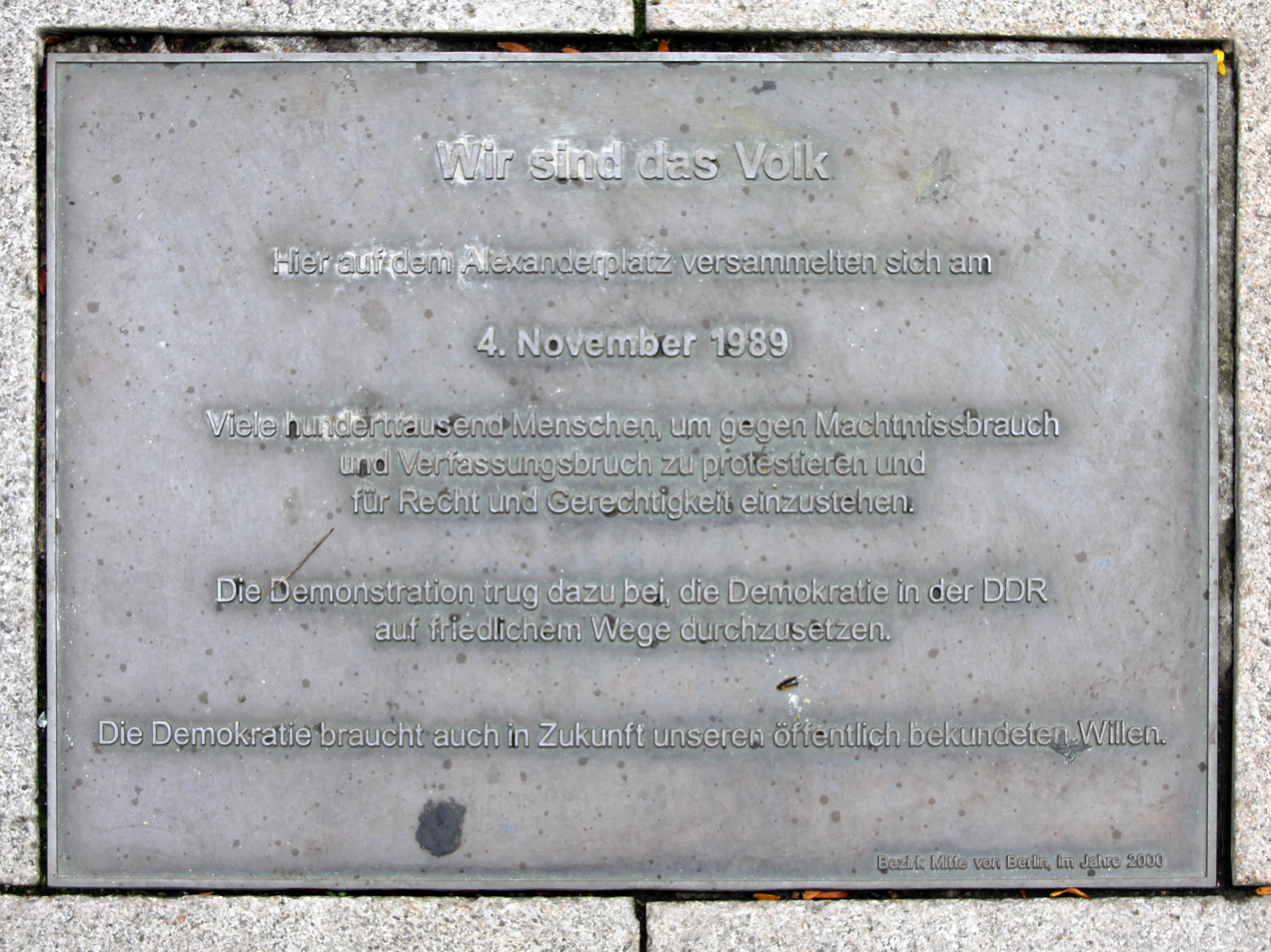
Gedenktafel, Alexanderplatz, in Berlin-Mitte

Während der Montagsdemonstrationen 1989/1990 in der DDR riefen die Demonstranten die Parole als Sprechchor. Faktisch nachgewiesen wurde dieser wichtigste Sprechchor der oppositionellen Demonstranten erstmals auf einer Leipziger Montagsdemonstration am 2. Oktober 1989 gegenüber einer Straßensperre schwer bewaffneter und mit Hundestaffeln gegen den spontanen Demonstrationszug aufmarschierten Sondertruppen der Volkspolizei (vom damals anwesenden Autor Martin Jankowski, der ausführlich dazu publiziert hat). Maßgeblich bei der Entstehung der Parole war die kontinuierliche Bezeichnung der Demonstranten als „Rowdies“ in den Medien, geführt von der lokalen Leipziger Volkszeitung, einem vom Stalinismus übernommenen Begriff des DDR-StGB, denen schwere Gewalttaten u. a. gegen Sicherungskräfte, u.a die VP, unterstellt wurden. Der Ruf entstand als zweiter Teil aus dem Bedürfnis der weit mehrheitlich friedlichen Demonstranten, sich gegen diesen verleumderischen Vorwurf zu wehren: „Wir sind keine Rowdies – wir sind das Volk!“
Bei der entscheidenden Demonstration vom 9. Oktober 1989 wurde sie auf einem Flugblatt um die Variante „Wir sind ein Volk“ ergänzt, um die Sicherheitskräfte einzubeziehen und sie somit zum Gewaltverzicht aufzufordern. Letztere zweideutige Formulierung, die sich jedoch unter den Demonstranten im Gegensatz zu „Wir sind das Volk“ zunächst noch nicht verbreitete, wurde von den westdeutschen Medien (vorrangig von der Bild) aufgegriffen und als eine Forderung zur staatlichen Vereinigung zwischen der DDR und der Bundesrepublik interpretiert. Sie verbreitete sich nach der Maueröffnung weiter. Auf diese Ereignisse bezieht sich auch der Film aus dem Jahre 2008 Wir sind das Volk – Liebe kennt keine Grenzen.
Im Jahr 2018 kritisierte die Welt, dass das Motto eigentlich: „Auch wir sind das Volk“ hätte lauten müssen, da es 1989 nicht darum gegangen sei, SED-Politikern und Polizisten die Eigenschaft abzusprechen, Staatsbürger zu sein. Diese Kritik geht offenbar von einer rein völkischen Definition des Begriffes aus und verkennt dabei völlig das zeitgenössische Verständnis aus dem Gegensatz das Volk – die Obrigkeit.

### Nach 1989
Bei den Montagsdemonstrationen gegen Sozialabbau 2004 wurde vielfach an den Slogan angeknüpft, z. B. mit der Transparentaufschrift
„Wir sind das Volk und nicht die Sklaven von Hartz IV“
und der Zeitungsschlagzeile
„Nieder mit Hartz IV, das Volk sind wir“
Der 2004 mit diesen und ähnlichen Slogans ausgedrückten Polarisierung zwischen gerecht und ungerecht behandelten Bürgern wird die Wirkung zugeschrieben, Identität unter den Protestierenden zu stiften. Die Slogans sind als populistisch kritisiert worden, weil sie sich im Namen des Interesses einer Teilgruppe Volkssouveränität anmaßen und zudem auch die Legitimität der ordentlich gewählten Bundesregierung in Zweifel ziehen würden.
2014 setzte sich das Symposium „Wir sind das Volk!“ an der Hochschule für Grafik und Buchkunst Leipzig mit der historischen Dimension des Slogans zur Friedlichen Revolution 1989 und der gegenwärtigen rechtspopulistischen Verwendung der Parole bspw. gegen den Bau einer Moschee in Leipzig-Gohlis und gegen die Unterbringung von Asylbewerbern in Schneeberg auseinander. Das Symposium fand im Rahmenprogramm des Leipziger Lichtfestes 2014 statt.
Die am 11. Oktober 2014 von Lutz Bachmann gegründete rechtspopulistische Protestbewegung PEGIDA verwendet die Parole „Wir sind das Volk“ bei ihren Demonstrationen. Ebenso wurde die Parole, neben fremdenfeindlichen Parolen wie „Ausländer raus!“, bei Aktionen gegen Flüchtlinge und ihre Aufnahme skandiert, so z. B. im Februar 2016 in Clausnitz. Auch bei den Demonstrationen in Chemnitz 2018 wurde der Satz im Sprechchor gerufen.
Im Januar 2015 urteilte Dirk Kurbjuweit: Der Satz „Wir sind das Volk“ tauge „nur etwas für eine Revolution gegen einen autoritären Staat wie die DDR, wo die Herrschaft einer Partei mit Begriffen wie Volkskammer oder Volkspolizei verschleiert wurde. In einer Demokratie ist er sinnlos, weil es das Volk als Einheit nicht geben kann, wenn jeder die Freiheit hat, seine eigene Meinung zu vertreten.“
Die Suggestion, die Pegida-nahen Demonstranten stünden für die Mehrheit des Volkes („Volksherrschaft“ als Übersetzung des griechischen Begriffs „Demokratie“ wird heute in der Regel als „Herrschaft der Mehrheit im Staatsvolk“ interpretiert), wurde durch eine Gegendemonstration in Chemnitz unter dem Motto: „Wir sind mehr“ widerlegt, und ihr entgegnet: „Ihr seid nicht das Volk, sondern völkisch.“

## Satirische Adaption

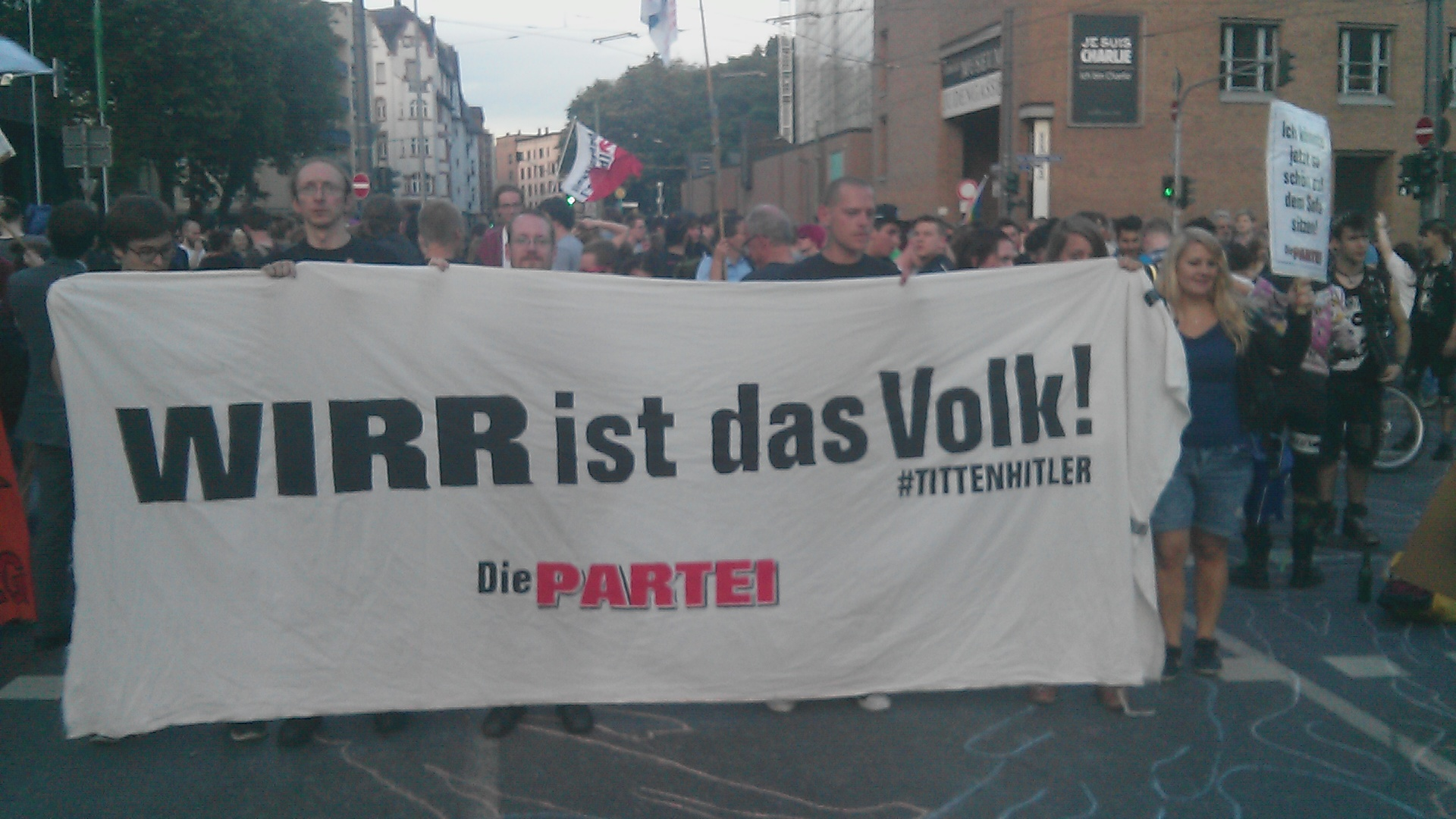
Plakat der Partei Die Partei auf einer NoFragida-Demo (2015)

Aus Anlass des völkischen und fremdenfeindlichen Kontextes, in dem der Ausruf ab etwa 2014 zunehmend Verwendung fand, persiflierte unter anderem das Satiremagazin Titanic und die mit ihm assoziierte Partei, Die Partei, den Slogan. Auf Demonstrationen gegen Rechtspopulisten, Plakaten und Flyern verkündete man abgewandelt: „Wirr ist das Volk!“. Der Cottbuser Künstler Michael Auth betitelte mit dem gleichen Slogan eine Bildgruppe.

## Filme
- Wir sind das Volk – Liebe kennt keine Grenzen, Spielfilm 2008
- Wer ist das Volk? Filmdokumentation der ARD über die politische Lage in Cottbus. 13. August 2018